# Кресты (Новосильский район)
Кресты́ — деревня в составе Прудовского сельского поселения Новосильского района Орловской области России.

## Название
Название получено возможно от географического расположения на перекрёстке дорог: Новосиль — Ефремов, дорога к поселениям у реки Раковки, дорога к поселениям у реки Пшевки. Или оттого, что в этом месте, называемом в народе «Печёры» (урочище Голубец), находился Вознесенский монастырь и к нему прихожане Михаило-Архангельской церкви села Воротынцево совершали крестный ход в день Вознесения Господня. 
Селение образовано переселенцами из села Воротынцево, поэтому имело и  другое название «Воротынцевские дворы». Есть мнение, что название получено от фамилии крестьян-переселенцев Крестовых.

## География
Располагается по обеим сторонам автодороги Новосиль — Ефремов на равнинной местности в 14 км от райцентра.  

## История
Селение «Воротынцовские дворы (Кресты)» упоминается в Списках населённых мест Тульской губернии за 1859 год как казённые выселки. Имелось два двора и 18 жителей. На топографической карте Шуберта поселение обозначено как постоялый двор. В 1915 году в деревне насчитывалось 27 крестьянских дворов. Деревня относилась к церковному приходу села Воротынцево Михаило-Архангельской церкви.

## Население
| 1859 | 1915 | 2010 |
| ---- | ---- | ---- |
| 18   | ↗163 | ↘1   |